# NGC 6873
NGC 6873 – grupa gwiazd znajdująca się w gwiazdozbiorze Strzały, prawdopodobnie gromada otwarta. Odkrył ją Friedrich Georg Wilhelm Struve w 1825 roku. Znajduje się w odległości ok. 4077 lat świetlnych od Słońca oraz 26 tys. lat świetlnych od centrum Galaktyki.